# Amora (Seixal)
Pour les articles homonymes, voir Amora.
Amora est une ville et commune du Portugal du Conseil de Seixal, district de Setúbal, de 27,31 km2 et 50 515 habitants (2001), sur la rive gauche du Tage.

## Événements
Les festivités en l'honneur de Notre-Dame du Mont Sion le 15 août avec la procession et la bénédiction des bateaux et de la rivière.

## Histoire
Son histoire commence à l'époque romaine. Après les invasions arabes en 711, Amora était une zone avec de grands jardins, en particulier avec des vignes et des mûriers (probablement à l'origine du nom de "Amora" qui signifie mûre en Portugais). Amora est mentionnée en 1384, dans la Chronique du roi Jean Ier de Portugal, œuvre du chroniqueur Fernão Lopes. 
La paroisse a été élevée au rang de vila (village) le 30 juin 1989 et de ville, le 20 mai 1993.